# Alexander V av Makedonien
Alexander V   var kung av Makedonien från 296 till 294 f.Kr.